# Tvornica
Tvornica kao industrijski pogon ili zgrada je mjesto za industrijsku proizvodnju na kojem se odvijaju razni organizirani i međusobno povezani postupci rada koji se temelje se na serijskoj ili masovnoj proizvodnji. Zaposlenici rade na raznim strojevima. Vlasnici tvornica su uglavnom poduzetnici.

## Povijest
Prva tvornica je osnovana 1770. u Engleskom gradu Cromfordu. Uvođenjem parnog stroja povećana je proizvodnost tvornica u početku u Europi a zatim u SAD-u.
Sljedeći značajan događaj u ranom 20. stoljeću vezan je uz Henryja Forda i njegovo uvođenje proizvodne trake i početak masovne proizvodnje, što je dodatno povećalo proizvodnost.

## Sociologija tvornica
Kao posljedica racionalizacije, globalizacije i automatizacije u zapadnoj Europi sve manje i manje ljudi je potrebno za rad na tvorničkim strojevima.
Sve više i više proizvoda se proizvodi u sve kraćem vremenu, kako bi se povećala proizvodnost.